# Agua Bermeja
Agua Bermeja är en ort i Mexiko.   Den ligger i kommunen Zapotlanejo och delstaten Jalisco, i den centrala delen av landet, 400 km väster om huvudstaden Mexico City. Agua Bermeja ligger 1 733 meter över havet och antalet invånare är 102.
Terrängen runt Agua Bermeja är platt österut, men västerut är den kuperad. Runt Agua Bermeja är det ganska tätbefolkat, med 83 invånare per kvadratkilometer. Närmaste större samhälle är Zapotlanejo, 11,3 km väster om Agua Bermeja. I omgivningarna runt Agua Bermeja växer huvudsakligen savannskog.